# Diocèse de Sodor et Man
Le diocèse de Sodor et Man (en anglais : diocese of Sodor and Man) est un diocèse de l'Église d'Angleterre. À l'origine beaucoup plus vaste, ce diocèse couvre aujourd'hui l'île de Man et les îlots adjacents.

## Histoire

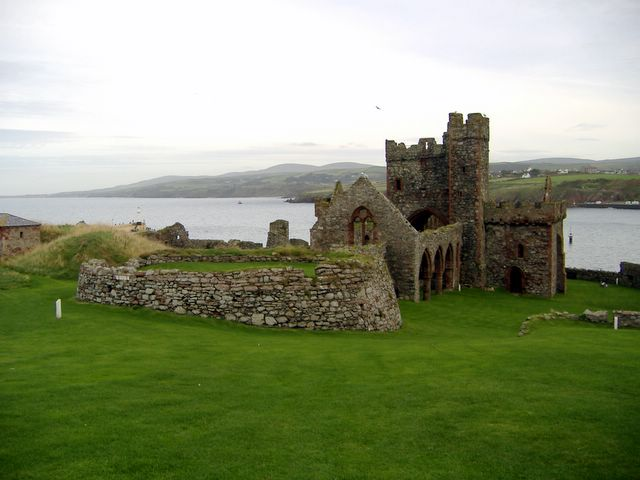
La cathédrale Saint-German, sur l'île de Saint-Patrick, ancien siège du diocèse de Sodor et Man.

Le diocèse norvégien de Sodor fut formé en 1154. Il couvrait alors les Hébrides et les autres îles de la côte ouest de l'Écosse. Son nom norrois était Súðreyjar ou Sudreys (« îles du sud »), par opposition aux Norðreyjar, les « îles du nord » que sont les Orcades et les Shetland. L'île de Man fut incluse à ces îles du sud. Ce diocèse était suffragant de l'archidiocèse de Trondheim.
La Norvège contrôla ces îles jusqu'en 1266, date à laquelle elle les céda à l'Écosse (traité de Perth). L'île de Man fut détachée des îles d'Écosse et tomba sous la suzeraineté des rois d'Angleterre en 1334. Par la suite, ce diocèse passa aux seigneurs de Man (les Stanley, comtes de Derby, de 1406 à 1736 et les ducs d'Atholl à partir de 1736) jusqu'à ce que la seigneurie fût achetée par la Couronne britannique en 1765. Le droit de nommer l'évêque de Sodor et Man appartenait aux seigneurs de Man, puis il fut exercé par les ducs d'Atholl, avant d'être remis à la Couronne, en 1828.
Il semble que l'origine du nom Sodor ait été perdu. Il est probable que ce terme désignait l'îlot qui abritait le siège de l'évêque. La terminaison "et Man" semble avoir été ajoutée au XVIIe siècle. Jusqu'en 1604, les évêques signaient invariablement "Sodorensis", puis, jusqu'en 1684, ils utilisaient tantôt la forme "Soderensis" tantôt la forme anglaise Sodor and Man. Depuis 1684, ils signent invariablement "Sodor and Man".
La cathédrale du diocèse de Sodor et Man se trouvait à l'origine sur l'île Saint-Patrick, à Peel, la seule cité de Man. Au cours du XVIIIe siècle, elle tomba progressivement en désuétude et, plusieurs années durant, il n'y avait qu'une pro-cathédrale à Douglas. En 1980, l'actuelle cathédrale du diocèse de Sodor et Man, l'église paroissiale de Saint-German de Peel, fut désignée par acte du Tynwald.

## Prérogatives
L'évêque de Sodor et Man possédait une très importante quantité de terres sur l'île de Man, notamment 99 fermes et 77 cottages. Il possédait sa propre cour et sa propre prison au château de Peel. D'autres terres mannoises étaient en revanche la propriété de l'abbaye de Furness, en Écosse.